# کلش
د کْلَش (به انگلیسی: The Clash) یک گروه پانک راک انگلیسی بود که در سال ۱۹۷۶ به عنوان بخشی از موج اصلی جنبش پانک راک در بریتانیا افتتاح شد. موسیقی آنها به غیر از پانک، با عناصر از موسیقی reggae, dub, funk, و rockabilly هم درهم آمیخته‌است. این گروه در بیشتر دوران فعالیت خود از جو استرامر (خواننده، گیتار ریتم)، میک جونز (گیتاریست، خواننده)، پل سمونون (گیتار بیس، آواز) و نیکی تروپر هدان (درامز، پرکاشن) تشکیل شده بود. هدان در سال ۱۹۸۲ گروه را ترک کرد و ناسازگاری در گروه هم باعث شد که جونز سال بعد از گروه خارج شود. گروه با جذب اعضای جدید برای مدتی به کار خود ادامه داد، اما در نهایت در اوایل سال ۱۹۸۶ منحل شد.
د کلش با منتشر کردن نخستین آلبوم خود در سال ۱۹۷۷ تحت عنوان د کلش، در بریتانیا به موفقیت تجاری رسید. سومین آلبوم آنها، لندن فرامی‌خواند که در دسامبر ۱۹۷۹ در بریتانیا منتشر شد، باعث به محبوبیت رسیدن گروه در آمریکا شد که یک ماه بعد در آنجا منتشر شده بود. این آلبوم به عنوان بهترین آلبوم دهه ۱۹۸۰ میلادی از طرف نشریه رولینگ استون انتخاب شد. در سال ۱۹۸۲، آنها با انتشار آلبوم Combat Rock به موفقیت‌های جدیدی دست یافتند که این آلبوم تک‌آهنگی به نام قصبه را بجنبان داشت. این تک‌آهنگ جزء ۱۰ ترانه برتر در ایالات متحده قرار گرفت و باعث شد آلبوم برتوان در آنجا دو بار گواهی پلاتینیوم دریافت کند. آخرین آلبوم آنها، دهنت را ببند هم در سال ۱۹۸۵ منتشر شد.
اشعار سیاسی، تجربه‌گرایی موسیقایی، و نگرش عصیان آمیزی که گروه د کلش داشت، تأثیر فراگیری بر موسیقی راک و به‌خصوص آلترنیتیو راک داشت. از آنها به صورت گسترده‌ای به عنوان «تنها گروهی که اهمیت دارد» یاد می‌شود، این در اصل شعاری تبلیغاتی بود که توسط ناشر گروه، CBS Records ایجاد شده بود. در ژانویه ۲۰۰۳، گروه، از جمله درامر سال‌های نخستین آن، Terry Chimes به تالار مشاهیر راک اند رول راه یافتند. در سال ۲۰۰۴، نشریه رولینگ استون گروه د کلش را در رتبه ۲۸ در فهرست ۱۰۰ هنرمند برتر همه دوران‌ها قرار داد

## تاریخچه

### پیدایش: ۱۹۷۴–۷۶
پیش از تشکیل د کلش، اعضای آینده آن در بخش‌های مختلفی در محافل موسیقایی لندن فعال بودند. John Graham Mellor در گروهی pub rock به نام The 101'ers به نواختن گیتار ریتم و آوازخوانی می‌پرداخت که این گروه در سال ۱۹۷۴ تشکیل شد. وقتی که دو سال بعد د کلش تشکیل شد، John Graham Mellor دیگر از نام مستعار اولیه خود، "Woody" Mellor استفاده نمی‌کرد و نام Joe Strummer را برای خود برگزیده بود. این نام اشاره به مهارت‌های ابتدایی او در نواختن ساز ukulele به عنوان یک باسکر در متروی لندن دارد. میک جونز در گروه پروتوپانک London SS گیتاریست بود که این گروه بیشتر سال ۱۹۷۵ را صرف تمرین کرد، بدون اینکه حتی یک شو زنده اجرا کند و تنها یک دمو را هم ضبط کرد. گروه London SS توسط Bernard Rhodes مدیریت می‌شد، او گاهی Malcolm McLaren همکاری می‌کرد و با اعضای گروه Sex Pistols، که McLaren مدیر ان بود، دوست بود. جونز و هم‌گروهی‌هایش با Steve Jones و Glen Matlock از اعضای سکس پیستولز دوست شد که آنها را گزینش اعضای جدید، همیاری می‌کردند. از جمله کسانی که در آزمون هنرآزمایی London SS شرکت کردند، اما در گزینش ناموفق بودند، پل سیمونون بود که برای خوانندگی آزمون داده بود و Terry Chimes، نوازنده درامز بود. Nicky Headon یک هفته به عنوان نوازنده درامز در گروه مشغول بود، اما بعد گروه را ترک کرد. پس از اینکه در سال ۱۹۷۶ گروه London SS منحل شد، Rhodes همچنان مدیر برنامه‌های Jones بود. در فوریه همان سال، Jones برای اولین بار اجرا سکس پیستولز را تماشا کرد. جونز بر طبق پیشنهاد Rhodes، در ماه مارس با سیمونون تماس گرفت و به او پیشنهاد کرد که نواختن یک ساز را یاد بگیرد تا به این ترتیب بتواند عضو گروهی شود که جونز قصد تشکیل آن را داشت. کمی بعد خود جونز، سیمونون در نقش نوازنده بیس، Keith Levene به عنوان گیتاریست و «هر کسی که بتوانیم پیدا کنیم که واقعاً بلد باشد درامز را بنوازد»، به عنوان یک گروه موسیقی در حال تمرین بودند. از Chimes خواسته شد تا برای وارد شدن به گروه تست بدهد او بالاخره وارد گروه شد، هرچند که کمی بعد گروه را ترک کرد.

## آلبوم‌ها
| نام آلبوم              | سال انتشار |
| ---------------------- | ---------- |
| ۱. د کلش               | ۱۹۷۷       |
| ۲. بهشون طناب کافی بده | ۱۹۷۸       |
| ۳. لندن فرامی‌خواند     | ۱۹۷۹       |
| ۴. ‎ساندینیستا!‎         | ۱۹۸۰       |
| ۵. راک نبرد            | ۱۹۸۲       |
| ۶. دهنتو ببند          | ۱۹۸۵       |